# Сан Лоренцо (Пјаченца)
Сан Лоренцо је насеље у Италији у округу Пјаченца, региону Емилија-Ромања.
Према процени из 2011. у насељу је живело 214 становника. Насеље се налази на надморској висини од 155 м.